# Mia Rose (Pornodarstellerin)

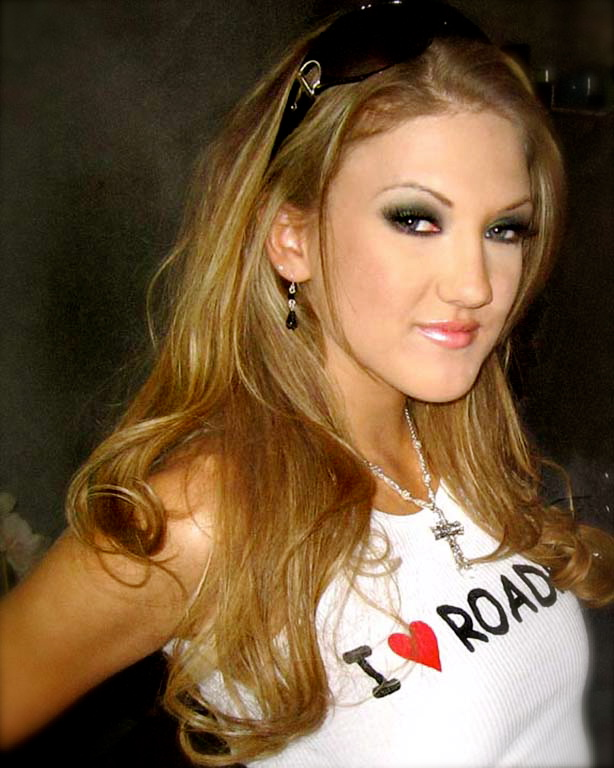
Mia Rose (2006)

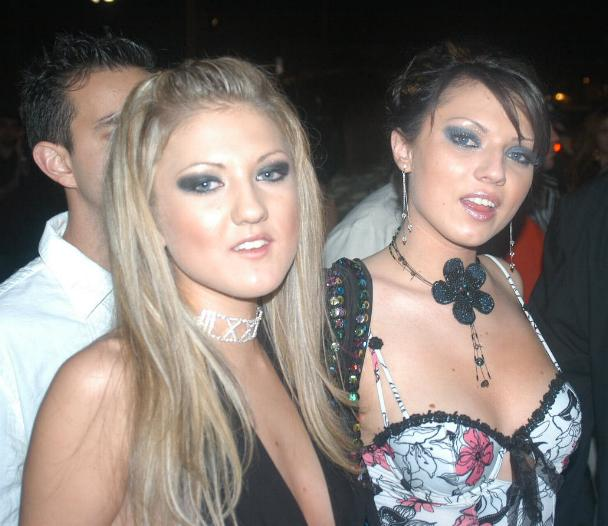
Mia Rose (links) mit ihrer Schwester Ava Rose (2006)

Mia Rose (* 30. März 1987 in Sutton-Alpine, Alaska als Meike Verebely) ist eine US-amerikanische Pornodarstellerin.

## Karriere
Rose begann ihre Karriere in der Hardcorebranche im Jahr 2006 im Alter von 19 Jahren und hat seitdem zahlreiche Filme gedreht. Unter anderem arbeitete sie in Gonzo-Produktionen von Jules Jordan Video und Evil Angel.
Mia Rose ist die jüngere Schwester der Pornodarstellerin Ava Rose. Sie haben als Stripperinnen in Reno, Nevada, gearbeitet, bevor sie anfingen, in Pornofilmen mitzuspielen. Später zogen sie nach Los Angeles, davor arbeitete Mia in einem Sushi-Laden. Sie wurden von einem Agenten via MySpace kontaktiert. Sie sind in einigen Filmen gemeinsam zu sehen, haben aber keinen Sex miteinander.
Mia unterzog sich im Juni 2006 einer Nasenoperation. Sie spielte in den Episoden 2 und 3 (Season 1) der Reihe Whorecraft. 
2008 trat sie in dem Dokumentarfilm 9to5 – Days in Porn von Jens Hoffmann auf.

## Filmografie
Die Internet Adult Film Database (IAFD) listet bis heute (Stand: Juni 2014) 104 Filme, in denen sie mitgewirkt hat.
- 2006: Slut Puppies 2
- Whorecraft Season 1 – Pirate Booty
- 9to5 – Days in Porn
- Big Wet Asses 15
- Barely Legal 59
- Slutty and Sluttier 1 & 7
- Evil Anal 3
- Flesh Hunter 10
- America’s Next Top Model: A XXX Porn Parody

## Auszeichnungen
- 2006: XRCO Award als „Cream Dream“
- 2007: Adultcon Award als „Best Actress for an Anal Performance“ in Own My Ass
- 2007: AEBN VOD Award als „Best Newcomer“[1]
- 2008: AVN Award, nominiert als „Unsung Starlet of the Year“